# Caftan

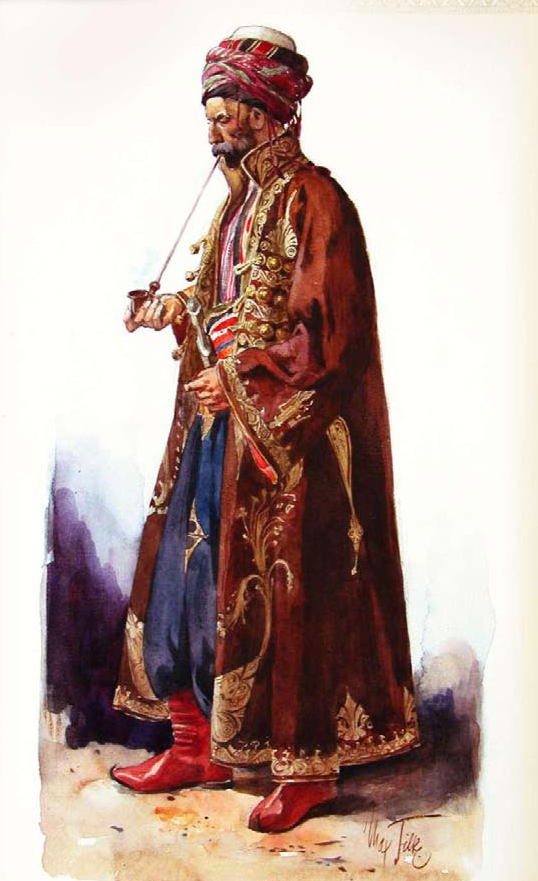

Caftanul era o haină de origine orientală pe care o purtau domnul și boierii. Se înfățișa drept mantie lungă, cusută cu fire de aur și argint. Avea un important rol ceremonial și onorific. Astfel, de exemplu, în 1703 Constantin Brâncoveanu a fost reconfirmat pe viață în domnie, printr-o ceremonie în care vizirul i-a îmbrăcat pe domn și pe boieri în caftane valoroase.
La moartea lui Constantin Cantemir, fiul său Dimitrie i-a succedat la tronul Moldovei. După ce i s-a citit molitva de domnie, a fost îmbrăcat în caftan de către un funcționar turc (un agă al vizirului) care era cu alte treburi în țară.